# Ласьмяди
Ласьмяди (пол. Łaśmiady, нім. Laschmieden) — село в Польщі, у гміні Старі Юхи Елцького повіту Вармінсько-Мазурського воєводства. Населення — 25 осіб (2011). Село лежить на березі озер Улувкі та Ласьмяди.
У 1975-1998 роках село належало до Сувальського воєводства.

## Демографія
Демографічна структура станом на 31 березня 2011 року:
|          | Загалом | Допрацездатний вік | Працездатний вік | Постпрацездатний вік |
| -------- | ------- | ------------------ | ---------------- | -------------------- |
| Чоловіки | 11      | 1                  | 8                | 2                    |
| Жінки    | 14      | 2                  | 9                | 3                    |
| Разом    | 25      | 3                  | 17               | 5                    |